# Gmina Long Creek (Iowa)

Położenie Gminy Long Creek w hrabstwie Decatur

Gmina Long Creek (ang. Long Creek Township) – gmina w USA, w stanie Iowa, w hrabstwie Decatur. Według danych z 2000 roku gmina miała 414 mieszkańców, a jej powierzchnia wynosi 92,47 km².